# Brachygasterina major
Brachygasterina major är en tvåvingeart som beskrevs av Malloch 1934. Brachygasterina major ingår i släktet Brachygasterina och familjen husflugor. Inga underarter finns listade i Catalogue of Life.